# Wanda Łużna
Wanda Łużna (ur. 8 maja 1945 w Korżowie) – polska polityk, posłanka na Sejm PRL VIII i IX kadencji.

## Życiorys
Od 1969 była sołtysem w Pławnej. W 1979 ukończyła zaocznie Technikum Rolnicze. Zasiadała w Powiatowej i Wojewódzkiej Radzie Narodowej. W 1981 uzyskała mandat posłanki na Sejm PRL VIII kadencji w okręgu Wrocław-Krzyki, z ramienia Polskiej Zjednoczonej Partii Robotniczej na skutek zrzeczenia się mandatu przez Stanisława Serwickiego. Należała do komisji sejmowych: Oświaty i Wychowania; Rolnictwa i Przemysłu Spożywczego oraz Rolnictwa, Gospodarki Żywnościowej i Leśnictwa. W 1985 skutecznie ubiegała się o reelekcję w okręgu Wrocław Krzyki. Zasiadała w Komisji Rolnictwa, Leśnictwa i Gospodarki Żywnościowej. W 2011 dostała nominację na ambasadora aktywizacji kobiet na Dolnym Śląsku.
Odznaczona Krzyżem Kawalerskim Orderu Odrodzenia Polski.